# باعشر (حجر)
'

تعديل مصدري - تعديل

باعشر هي إحدى قرى عزلة الجول بمديرية حجر التابعة لمحافظة حضرموت، بلغ تعداد سكانها 168 نسمة حسب تعداد اليمن لعام 2004.